# 볼츠만 상수

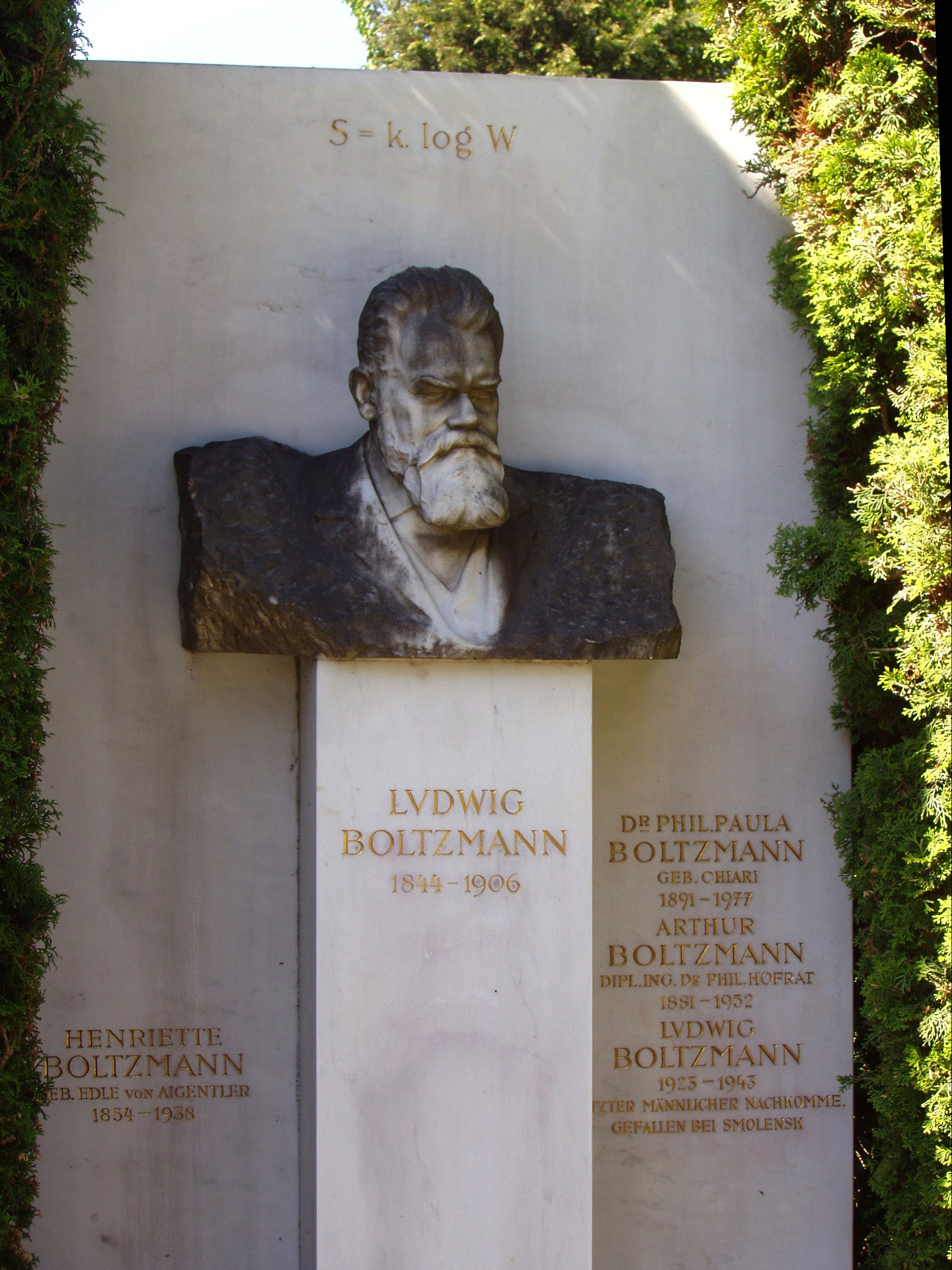

볼츠만 상수(Boltzmann常數, 영어: Boltzmann constant)는 입자 수준에서의 에너지와 거시 수준에서 관측된 온도를 연관시켜주는 물리 상수이며, 기체 상수와 아보가드로 수의 비이다. 기호는 k 또는 kB이다.

## 정의
| 볼츠만 상수의 값                           | 단위    |
| ------------------------------------------ | ------- |
| 1.380 649×10−23                            | J K-1   |
| 8.617333262×10−5                           | eV K-1  |
| 1.380 649×10−16                            | erg K-1 |
| 상세 내용은 아래의 다른 단위에서의 값 참조 |         |

볼츠만 상수 {\displaystyle k}는 기체 상수 {\displaystyle R}와 아보가드로 상수 {\displaystyle N_{\text{A}}}의 비이다.
{\displaystyle k=R/N_{\text{A}}}
이 상수의 단위는 엔트로피와 같으며, 오스트리아 물리학자 루트비히 볼츠만의 이름을 따서 지어졌다.

## 거시 물리학에서 미시 물리학으로의 다리
볼츠만 상수 k는 거시 물리학과 미시 물리학 사이의 다리이다. 거시적으로, 이상 기체 상태방정식은 다음과 같이 이상 기체를 기술한다.
압력 P와 부피 V의 곱은, 물질량 n과 절대 온도 T의 곱에 비례한다. 즉, 이것을 식으로 적으면 다음과 같다.
{\displaystyle PV=nRT}
위 식에서 {\displaystyle R}는 기체 상수로 그 값은 8.314 472(15) J K−1 mol−1이다. 볼츠만 상수를 도입함으로써 이상 기체 법칙은 분자들의 미시적 성질들에 관한 하나의 방정식으로 다음과 같이 바꾸어 쓸 수 있다.
{\displaystyle PV=NkT}
위 식에서 N은 기체 분자들의 수이고, k는 볼츠만 상수이다.

## 에너지의 균등분배
절대 온도 T의 한 열역학계가 있다면, 계 내부의 각각의 미시적 "자유도"에 의해 전달된 평균 열 에너지는 크기 정도가 kT/2이다. (즉, 실온에서 약 2.07×10−21 J, 또는 0.013 eV).

### 이상기체의 운동론에 응용
고전 통계 역학에서, 균질한 이상 기체들의 이 평균값은 정확하게 성립할 것이라고 예상되었다. 단원자 이상기체들은 원자 하나당 세 개의 자유도를 가지고 있다. 이 자유도는 공간의 세 방향이며, 따라서 1/2*3=3/2kT의 열 에너지가 원자 하나당 배당되어있음을 의미한다. 열용량 문서에서 지적했듯이, 이것은 실험 결과와 매우 잘 맞아 떨어진다. 열 에너지를 이용하여 원자 질량의 제곱근에 반비례하는 제곱평균제곱근 속력을 계산할 수 있다. 실온에서 측정한 제곱평균제곱근 속력은 정확하게 이것을 반영하는데, 이것의 범위는 헬륨일 때 1370 m/s부터 아래로는 제논의 240 m/s까지이다.
운동론(Kinetic Theory)에서 이상기체의 평균 압력은 다음과 같다.
{\displaystyle P={\frac {1}{3}}{\frac {N}{V}}m{\overline {v^{2}}}.}
이것으로 치환하면, 병진 운동 에너지는 다음과 같다.
{\displaystyle {\frac {1}{2}}m{\overline {v^{2}}}={\frac {3}{2}}kT}
이어서
{\displaystyle P={\frac {N}{V}}kT,}
이와 같이, 이상 기체 법칙을 다시 얻을 수 있다.
이상 기체 법칙은 또한 분자 기체들에 대해서도 잘 맞는다; 하지만 열용량의 형태는 좀 더 복잡하다. 왜냐하면 분자들은, 분자 통째로 움직이는 세 개의 자유도 이외에, 새로운 내부의 자유도를 가지고 있기 때문이다. 예를 들어 이원자 기체들은 (대략적으로) 분자당 다섯개의 자유도를 가지고 있다.
(더 나아가, 이 추가적인 자유도는 양자역학에 의해 더 복잡해진다. 자세한 것은 열용량 문서 참조.)

## 같이 보기
- 과학 기술 데이터 위원회